# Luke and the Mermaids
Luke and the Mermaids é um curta-metragem norte-americano de 1916, do gênero comédia, estrelado por Harold Lloyd.

## Elenco
- Snub Pollard
- Bebe Daniels
- Charles Stevenson - (como Charles E. Stevenson)
- Billy Fay
- Fred C. Newmeyer
- Sammy Brooks
- Harry Todd
- Bud Jamison
- Margaret Joslin - (como Mrs. Harry Todd)
- Dee Lampton
- May Cloy
- John Weiss
- Tod Cregier
- Mary Henderson
- Florence Rose
- Ruth Marzer
- Aileen Allen
- Vera Steadman
- Victoria Wolf
- Cora Webb
- Naola Burrell
- Nina Glaze
- Del Manley
- Ed Egel